# Microsoft Visual Studio Express
Microsoft Visual Studio Express est un ensemble d'environnements de développement intégrés gratuits, développé par Microsoft. Il s'agit d'une version allégée de Microsoft Visual Studio. L'idée de ces éditions « express » est, selon Microsoft, de fournir un environnement de développement facile à utiliser et à apprendre pour des jeunes ou des passionnés.

La première version de Visual Studio Express (2005) est sortie le 7 novembre 2005 et était supposée n'être gratuite que pour un an (mis à part SQL Server 2005 Express Edition). Toutefois, Microsoft a annoncé le 19 avril 2006 que ces éditions resteraient gratuites sans limite de date.
Visual Studio Express est composé de ces différents produits, chacun supportant un seul langage : Visual Basic, C#, C++, J#, Web Developer et SQL Server. Visual J# n'est plus disponible dans Visual Studio Express 2008. L'installation passe par le téléchargement d'un logiciel de moins de 3 Mo qui téléchargera et installera la version de Visual studio choisie (356 Mo pour Visual Basic). Le choix d'installation du répertoire par défaut est défini lors de la première installation d'une des versions choisie (version, langage, internationalisation).
En 2019, les éditions de Microsoft Visual Studio Express sont remplacées par Microsoft Visual Studio Community. 

## Visual Basic Express
Ces versions sont limitées et ne supportent pas :
- l'attachement à des processus en cours d'exécution[2],[3]
- la visualisation d'autres bases de données que Microsoft Access et Microsoft SQL Server Express
- le développement pour environnement embarqué
- Crystal Reports
- certains projets spécialisés (Windows Services, Excel Workbook)
- certaines options de débogage
- la création de services Windows
- IronPython

La version 2008 Express, par rapport à la version 2005, supporte :
- Cider, un outil de création de pages WPF
- le débogage en exécution
- un support plus complet de l'Intellisense (Intelligent code completion (en) : complétion automatique)

La version 2010 Express, par rapport à la version 2008, supporte :
- Plus de 30 contrôles nouveaux facilitant le développement.

## Visual C# Express Edition
Visual C# Express Edition est la partie de Visual Studio Express Edition permettant la programmation en C#.

## Visual C++ Express Edition
Visual C++ Express Edition est la partie de Visual Studio Express Edition permettant la programmation en C++.

## Visual J# Express Edition (plus disponible)
Visual J# Express Édition est la partie de Visual Studio Express Édition permettant la programmation en J#.

Visual J# n'est plus diffusé depuis le règlement juridique entre Sun (qui a inventé le langage Java) et Microsoft (version Microsoft Visual Studio Express 2008).

## Visual Web Developer Express Edition
C'est une version orientée Web possédant un server ASP .NET et un éditeur web wysiwyg supportant les technologies ASP .NET 1.x/2.x/3.5, XHTML 1.0/1.1, CSS 2.1, Javascript, XML.
L'outil initial ne permettait pas de publier les pages sur un site.
Le logiciel ASPNET Web Matrix est l'ancêtre Visual Web Developer Express.
La version 2008 supporte les projets de type Library et Web Application non supportés dans la version 2005.
La version 2010 permet de publier les pages sur un site web, car il contient un client FTP.

## SQL Server Express Edition
SQL Server est un Système de gestion de base de données (SGBD). C'est la version "Express" qui est utilisée dans Visual Express.
En 2011, la version téléchargeable est SQL Server 2008 R2 Express.

## Extension
Visual Studio est extensible par le module gratuit VSIP mais Microsoft ne permet pas d'utiliser cette fonctionnalité dans les versions express pour des raisons commerciales.

## Microsoft Visual Studio 2010 Express WindowsPhone Developer Tools CTP
Le 14 mars 2010 est sorti pour les développeurs une version dite "CTP" pour développer les nouvelles applications pour Windows Mobile 7 : MS Windows Phone Developer Tools CTP.
Cette version spéciale de Visual Studio 2010 Express (installable à partir d'un poste en Windows Vista SP2 (sauf Vista Starter edition) ou supérieur) inclut :
- Microsoft .NET Framework 4 Client Profile
- Microsoft .NET Framework 4 Extended
- Microsoft .NET Framework 4 Multi-Targeting Pack
- Microsoft Games for Windows - LIVE Redistribuable
- Microsoft Help Viewer 1.0
- Microsoft Silverlight
- Microsoft Silverlight 4 SDK
- Microsoft Windows Phone Developer Resources
- Microsoft Windows Phone Developer Tools CTP - ENU
- Microsoft XNA Framework Redistribuable 4.0
- Microsoft XNA Game Studio 4.0
- Microsoft XNA Game Studio 4.0 Phone Extensions
- Microsoft XNA Game Studio Platform Tools
- Windows Phone 7 Add-in for Visual Studio 2010 - ENU
- Windows Phone Emulator - ENU